# Sfericon

Animație a sfericonului
(model 3D)

În geometrie sfericonul este un corp geometric care are o suprafață desfășurabilă continuă cu două laturi semicirculare congruente, și patru vârfuri care formează un pătrat. Face parte dintr-o familie specială de corpuri ale căror suprafețe pot fi desfășurate pe o suprafață plană, adică aplică toate punctele suprafeței lor în contact cu suprafața pe care rulează fără a fi distorsionate. A fost descoperit independent de tâmplarul Colin Roberts (care i-a dat și numele) în Marea Britanie în 1969, de dansatorul și sculptorul Alan Boeding de la MOMIX în 1979, și de inventatorul David Hirsch, care l-a brevetat în Israel în 1980.

## Istoric

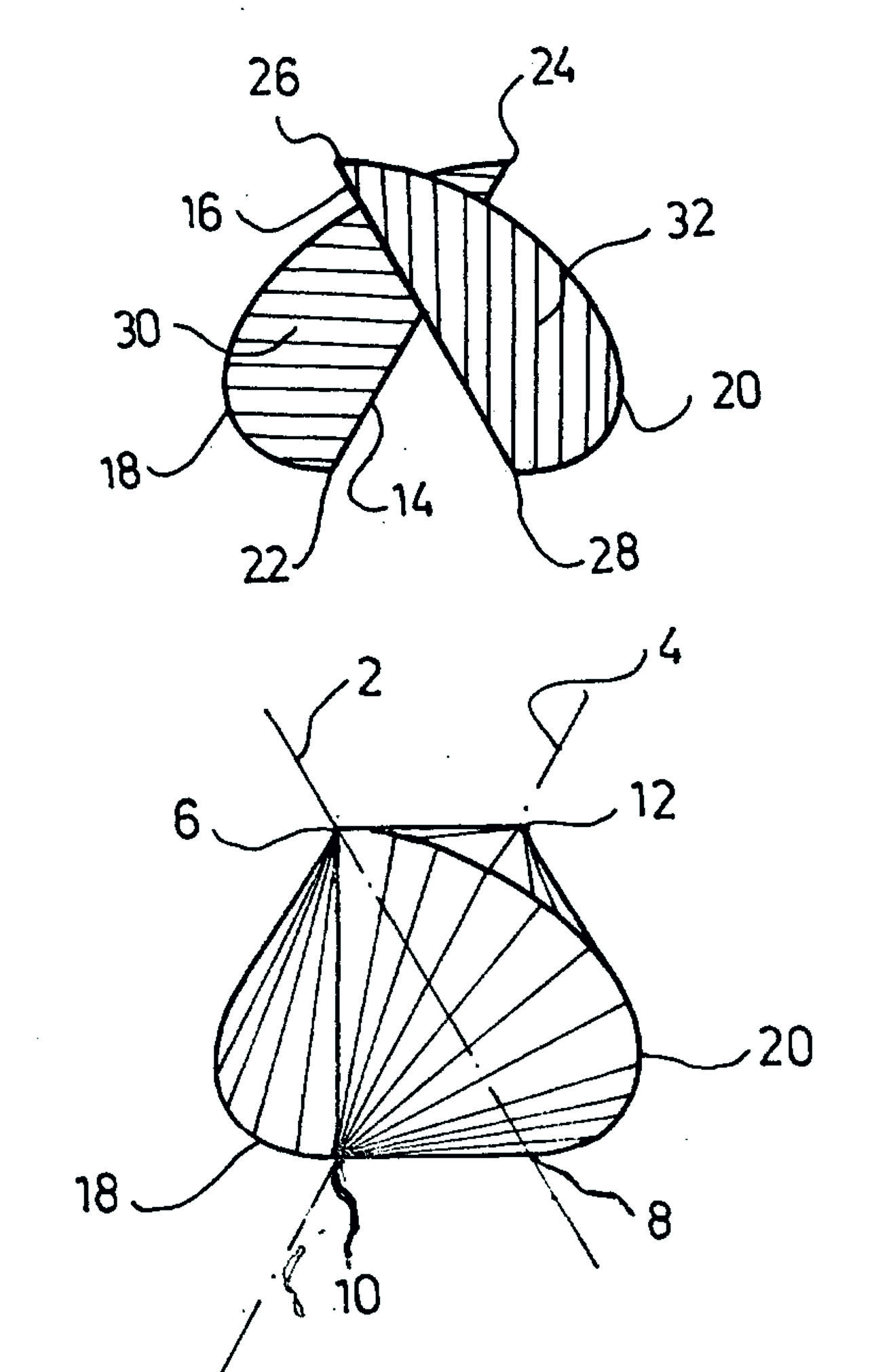
Desene ale unui dispozitiv cu două jumătăți de discuri pentru generarea unei mișcări în meandre și ale unui sfericon, din cererea de brevet a lui David Hirsch

În jurul anului 1969, Colin Roberts (un tâmplar din Marea Britanie) a făcut un sfericon din lemn în timp ce încerca să sculpteze o bandă Möbius fără gaură.
În 1979, dansatorul modern Alan Boeding și-a proiectat sculptura „Circle Walker” din două semicercuri transversale, o versiune scheletică a sfericonului. În 1980 a început să danseze cu o versiune extinsă a sculpturii, ca parte a unui program de masterat în sculptură la Indiana University.
Tot în 1979 David Hirsch a inventat un dispozitiv pentru generarea unei mișcări în meandre. Dispozitivul era alcătuit din două semidiscuri unite pe axele de simetrie. Examinând diferite configurații ale acestui dispozitiv, el a descoperit că forma creată prin unirea celor două semidiscuri, exact în centrele diametrelor lor este de fapt o structură scheletică a unui corp format din două jumătăți de biconuri, unite pe secțiunea lor pătrată, secțiune cu unghiuri de 90°, și că cele două obiecte au exact aceeași mișcare în meandre. Hirsch a depus un brevet în Israel în 1980, iar un an mai târziu, o jucărie numită Wiggler Duck, bazată pe dispozitivul lui Hirsch, a fost produsă de compania Playskool.
În 1999, Colin Roberts i-a trimis lui Ian Stewart un pachet care conținea o scrisoare și două modele de sfericonuri. Ca răspuns, Stewart a scris un articol „Cone with a Twist” (în română Con cu răsucire) în coloana sa de recreații matematice din Scientific American. Acest lucru a stârnit destul de mult interes pentru formă și a fost folosit de Tony Phillips pentru a dezvolta teorii despre labirinturi. Denumirea dată de Robert a fost folosită de Hirsch la compania sa, Sphericon Ltd.

## Construcție

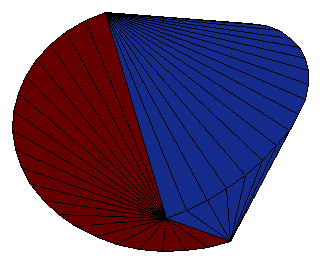
Sfericonul ca. Cele două jumătăți de con sunt colorate diferit.

Comparație între un oloid (stânga) și un sfericon (dreapta) — în [ imaginea SVG], mișcați mausul pentru a roti formele

Sfericonul poate fi construit dintr-un bicon (un con dublu) cu un unghi al apexului de 90°, prin divizarea biconului de-a lungul unui plan care trece prin apexuri, rotirea uneia dintre cele două jumătăți cu 90° și reatașarea cele două jumătăți. Alternativ, suprafața unui sfericon poate fi formată prin tăierea și lipirea unui șablon de hârtie sub forma a patru sectoare de cerc (cu unghiurile la centru de {\displaystyle \pi /{\sqrt {2}}}) îmbinate latură la latură.

## Proprietăți geometrice
Aria unui sfericon cu raza r este dată de:
{\displaystyle S=2{\sqrt {2}}\pi r^{2}}.
Volumul este dat de:
{\displaystyle V={\frac {2}{3}}\pi r^{3}},
care este exact jumătatea volumului sferei cu aceeași rază.